# Joe împotriva vulcanului
Joe împotriva vulcanului (titlu original: în engleză Joe Versus the Volcano) este un film american de comedie romantică din 1990 regizat de John Patrick Shanley. Rolurile principale au fost interpretate de actorii Tom Hanks și Meg Ryan.
Produs executiv de Steven Spielberg, Kathleen Kennedy și Frank Marshall de la Amblin Entertainment, Joe împotriva vulcanului îl urmărește pe titularul Joe Banks (Hanks), căruia, după ce i s-a spus că va muri de o boală rară, acceptă o ofertă financiară de a călători într-un Insulă din Pacificul de Sud și de a se arunca într-un vulcan în numele băștinașilor superstițioși. Pe drum, o întâlnește și se îndrăgostește de Patricia (Ryan), femeia însărcinată să-l ducă acolo.
Joe împotriva vulcanului a fost lansat în cinematografe în Statele Unite de către Warner Bros. la 9 martie 1990. A avut recenzii mixte de la critici, cu toate că a fost un succes minor la box office. De atunci a devenit un film idol.

## Distribuție
- Tom Hanks – Joe Banks
- Meg Ryan –  DeDe/Angelica/Patricia Graynamore
- Lloyd Bridges –  Samuel Harvey Graynamore
- Robert Stack – Dr. Ellison
- Abe Vigoda – Tobi: Chief of the Waponis
- Dan Hedaya – Mr. Waturi
- Barry McGovern – Luggage Salesman
- Amanda Plummer – Dagmar
- Ossie Davis – Marshall